# Christoph Rippich
Christoph Rippich (* 9. Mai 1938 in Waldenburg, Schlesien) ist ein deutscher Politiker (SPD) und ehemaliges Mitglied des Niedersächsischen Landtages.

## Leben
Christoph Rippich besuchte die Volksschule in Achim und die dortige Mittelschule, wo er im Jahr 1955 die Mittlere Reife erwarb. Im Anschluss besuchte er von 1955 bis 1958 in Bremen die Verwaltungsschule und absolvierte die erste Verwaltungsprüfung. In der Folge arbeitete er in den Jahren 1958 bis 1982 in Bremen für den Senator für Inneres. Im Jahr 1959 trat er in die SPD ein. Seinen Wehrdienst absolvierte er in den Jahren 1959 bis 1960. Im Jahr 1965 wurde er Mitglied des Rates der Stadt Achim (Landkreis Verden), und er trat 1967 in die Gewerkschaft ein. Die zweite Verwaltungsprüfung legte er im Rahmen eines weiteren Besuches der Bremer Verwaltungsschule von 1966 bis 1968 ab. Er wurde 1968 Abgeordneter des Kreistages und Bürgermeister der Stadt Achim bis 2006 und danach Ehrenbürgermeister. Ab dem Jahr 1986 war er zudem Landrat des Landkreises Verden. Vom 21. Juni 1982 bis 1998 war er Mitglied des Niedersächsischen Landtages (10. bis 13. Wahlperiode).
Rippich war und ist in verschiedenen sozialen und sportlichen Organisationen und in der Jugendarbeit engagiert. Am 8. August 2006 erhielt er das niedersächsische Verdienstkreuz 1. Klasse.
Rippich ist verheiratet. Seine Ehefrau Anna-Meta Rippich ist Mitglied im Rat der Stadt Achim und gehört der dortigen CDU-Fraktion an.
Am 1. Juli 2022 wurde bei der Veranstaltung zu 50 Jahre Gebietsreform verkündet, dass ein neu zu errichtender Platz in der Nähe des Amtsgerichtes der Stadt Achim seinen Namen tragen wird.